# Aquila, Michoacán
Aquila là một đô thị thuộc bang Michoacán, México. Năm 2005, dân số của đô thị này là 20898 người.